# 明日の私
「明日の私」（あしたのわたし）は、竹内まりやの23枚目のシングル。1994年3月25日にeast west japan（現・ワーナーミュージック・ジャパン）より発売された。

## 解説
「明日の私」は東京ビューティーセンターとポッカサッポロフード&ビバレッジのCMソングで、オリジナル・アルバム未収録。後に『Impressions』と『Turntable』2枚のベスト・アルバムに収録されている。カップリングの「トライアングル」は、薬師丸ひろ子への提供曲。この曲もオリジナル・アルバム未収録で『Turntable』に収録された。
本作品のシングル以降、8cmCDにもカラオケが収録されるようになった。

## チャート成績
累計売上は11.6万枚。

## 収録曲

### 8cmCD
全作詞・作曲：竹内まりや、編曲：山下達郎
1. 明日の私
  - 東京ビューティーセンターCMソング。
  - ポッカサッポロフード&ビバレッジCMソング。
2. トライアングル
3. 明日の私（オリジナル・カラオケ）
4. トライアングル（オリジナル・カラオケ）

### Side A
1. 明日の私
2. 明日の私（オリジナル・カラオケ）

### Side B
1. トライアングル
2. トライアングル（オリジナル・カラオケ）

## レコーディング・メンバー

### 明日の私
- 山下達郎 : Drums, Drum Programming, Computer Programming, Electric Guitar, Acoustic Guitar, Keyboards, Percussion & Background Vocals
- 伊藤広規 : Electric Bass
- 浜口茂外也 : Percussion

### トライアングル
- 山下達郎 : Nylon Strings Guitar, 12 Strings Acoustic Guitar, Keyboards & Background Vocals
- 竹内まりや : Background Vocals

## 収録アルバム
1. 『Impressions』（1.）
2. 『Denim』（2. 初回限定盤ボーナスディスク）
3. 『Turntable』（1. 2.）